# Дудо (граф Лауренбурга)

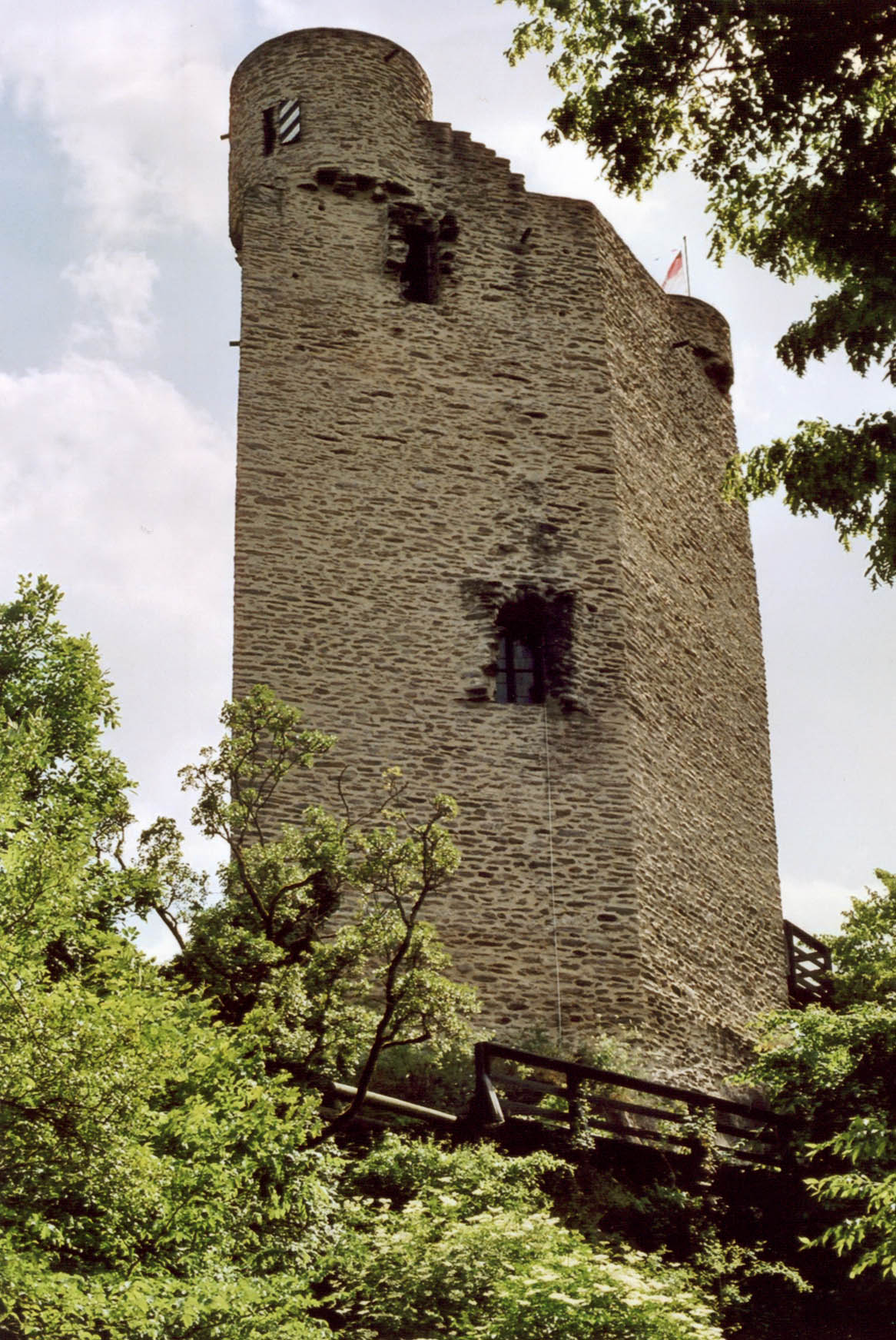
Донжон замка Лауренбург

Дудо (Дудо-Генрих; нем. Dudo-Heinrich von Laurenburg; около 1070 — около 1123) — граф Лауренбурга с 1093 года, родоначальник династии графов Нассау.

## Биография

### Правление
Вероятно, Дудо был сыном Рупрехта фон Лауренбурга, архиепископского фогта в Зигерланде. Согласно одной из генеалогических реконструкций, они были потомками сеньоров Липпорна, которые ещё в 881 году упоминались в документах Прюмского монастыря как владельцы Липпорн-Лауренбурга. В 950 году они получили Эстерау от герцога Швабии Германа I. В 991 году упоминается некий Друтвин — граф Кенигсзондергау (восточнее Висбадена), вероятно — представитель этого рода.
Возможно, Дудо и его отец в 1093 году выстроили замок Лауренбург. Дудо получил в лен от епископства Вормс земли по берегам Лана, где при его сыновьях был построен замок Нассау. В 1117 году упоминается как фогт в Зигене. В 1122 году получил Идштайн в лен от архиепископа Майнцского. Также был фогтом бенедиктинского аббатства Блейденштадт.
В борьбе императора Генриха V против знати Дудо держал его сторону.

### Семья
Жена: Анастасия, дочь графа Арнштейна Людвига II. Дети:
- Рупрехт I (умер ранее 13 мая 1154), граф Нассау
- Арнольд I (умер около 1148), граф Лауренбурга
- Демудис; муж: граф Дица Эмихо.